# Michael O'Moore Creagh
Pour les articles homonymes, voir Creagh.
Michael O'Moore Creagh (16 mai 1892 - 14 décembre 1970) était un officier britannique qui servit durant la Première et la Seconde Guerre mondiale. De 1939 à 1941, il dirigea la 7e division blindée, les fameux Rats du désert.

## Jeunesse
Creagh est né le 16 mai 1892 et a suivi les cours de la Wellington public school avant d'intégrer l'Académie royale militaire de Sandhurst, puis d'être affecté au 7th Queen's Own Hussars (en) en 1911.

## Première Guerre mondiale
À la fin de la Première Guerre mondiale, Creagh avait servi en tant qu'aide de camp du commandant divisionnaire des forces de défense territoriale (1914-15), capitaine d'état-major en France (1917-18) et commandant de brigade (1918-19).
Creagh resta dans l'armée britannique après la guerre et prit le commandement du 15th/19th The King's Royal Hussars (en) de 1934 à 38.

## Seconde Guerre mondiale
Le 4 décembre 1939, Creagh prit le commandement de la Mobile Force, stationnée à la frontière égyptienne, succédant au Major-General Sir Percy Hobart écarté par le général Archibald Wavell.
En février 1940, l'unité fut renommée 7e Division blindée. Creagh sera le commandant divisionnaire ayant exercé le plus long mandat dans cette unité.

### Sidi Barrani
Creagh dirigea la division lors de ses premiers succès contre les Italiens après leur entrée en guerre le 10 juin 1940. Sous les ordres du maréchal Rodolfo Graziani, les Italiens avaient pénétré de 100 km en Égypte jusqu'à Sidi Barrani où ils s'arrêtèrent.
C'est là que la 7e Division blindée mena sa première grande bataille lors de l'Opération Compass, le 8 décembre, conjointement avec la 4e Division indienne d'infanterie au sein de la Western Desert Force (WDF). Les Italiens furent repoussés rapidement en Cyrénaïque.

### Bardia et Tobruk
L'avancée des troupes britanniques, australiennes et indiennes de la WDF, commandées par le Général Sir Richard O'Connor, permit la prise du petit port de Bardia puis au début de 1941, de celui de Tobrouk alors que les Italiens se retiraient le long de la Via Balbia, principale route coloniale conduisant à Benghazi et Tripoli. Celle-ci formait le long de la côte un arc de cercle alors que l'arrière-pays fait de désert de roche présentait un paysage difficile pour les unités motorisées comme la 7e DB.

### Beda Fomm
La division de Creagh avait pour mission de couper court via Mechili, Msus and Antelat, tandis que la 6e division d'infanterie australienne pourchassait la 10e armée italienne le long de la côte bordée par les montagnes boisées du djebel Akhdar.
Face à ce terrain difficile pour les chars, Creagh prit la décision audacieuse d'envoyer un détachement baptisé Combe Force, en direction du sud-ouest à travers le désert libyen pratiquement inexploré.
La Combe Force, commandée par le Lieutenant Colonel John Combe du 11th Hussars, comprenait le 11th Hussars, un escadron du King's Dragoon Guards (en), le 2e Bataillon de la Brigade des fusiliers, un escadron d'automitrailleuses de la RAF, des canons antichars et la batterie C du 3rd Royal Horse Artillery. Au total le détachement comptait environ 2 000 hommes.
Le 5 février, le détachement réussit à couper la retraite des Italiens à Sidi Saleh et Beda Fomm. Cette petite force réussit à retenir les Italiens jusqu'à l'arrivée, le 6 février, des renforts blindés de 4 brigades. Le gros de la 10e armée italienne se rendit le jour suivant.
Le 3 septembre 1941, Creagh fut remplacé par le Major Général William Gott après l'échec coûteux de l'Opération Battleaxe.
De 1941 à 1942, Creagh dirigea le 3rd Armored Group.

## Après guerre
Creagh prit sa retraite de l'armée en 1944.